# Рут Джонсон Колвін
Рут Джонсон Колвін (16 грудня 1916, Чикаго — 18 серпня 2024) — засновниця некомерційної організації «Грамотні Волонтери Америки», яка тепер називається «ProLiteracy Worldwide» в Сіракузи, штат Нью-Йорк. У 1962 році  вона була нагороджена Президентською медаллю Свободи президента Джорджа Буша. Їй виповнилося 100 років у грудні 2016 року.
Колвін народилася у Чикаго, штат Іллінойс, 16 грудня 1916 року. Вона була дочкою Лілліан Джонсон та Гаррі Джонсона (1891—1929). Вона була старшою з п'яти дітей.

### Ранні роки
Рут відвідувала молодший коледж Торнтона в Гарві, штат Іллінойс, де отримала ступінь двох років. Вона також відвідувала бізнес-коледж Moser у Чикаго та Північно-Західний університет в Еванстоні, штат Іллінойс, де познайомилася зі своїм майбутнім чоловіком Робертом Колвіном, який займався бізнесом у Північно-Західному регіоні. Вони одружилися у 1940 році, переїхали до Сіетла, штат Вашингтон, потім Сіракузи, Нью-Йорк, де він побудував «прибуткову кар'єру продажів та консультацій» в сфері промислових хімікатів. Разом у пари було двоє дітей.
Вона отримала ступінь бакалавра наук в Університеті Сіракузи у 1959 році.

### Рання кар'єра
Колвін дізналась про проблему неграмотності в своєму рідному місті Сіракузи, коли були опубліковані звіти про переписи 1960 р. А в 1962 році вона дізналася, що в місті проживають понад 11 000 людей, які були на найнижчому рівні грамотності. Рут розробила два навчальні посібники з репетиторів; «Tutor» і «Я говорю англійською», які вважаються авторитетними джерелами для навчання добровольців-репетиторів, щоб навчити дорослих базової грамотності або англійської мови в якості другої мови. Перші репетитори, які завершили програму, були з жіночої групи церкви Колвіна.

### «Грамотність волонтерів»
У 1962 році в Сіракузах було засновано «Грамотність волонтерів». Організація була зареєстрована в штаті Нью-Йорк у 1967 році як звільнена від оподаткування, неприбуткова організація, а назва була змінена на «Грамотність волонтерів Америки».
У 1974 році вона створила «англійську мову» як програму навчання другої мови, а також нову серію читання для учнів.
В даний час організація нараховує 330 програм у 42 штатах з понад 100 000 волонтерів та студентів. Некомерційна організація працює спільно з виправними установами, навчальними програмами для дорослих, бібліотеками, університетами, програмами громадського обслуговування.
Організація шукає ефективні способи викладання базової граматики та англійської мови як другої мови.
З 1991 по 2001 рік Колвін допомагала в управлінні, навчанні та розвитку фондів у Свазіленді, в розробці єдиної в країні програми грамотності.

### Пролітература в усьому світі
Історія Laubach Literacy International починається з 1930 року, коли доктор Френк К. Лобах став місіонером серед народу Маранао Філіппін . Його стурбованість їхніми поганими умовами життя привела його до висновку, що вміння читати і писати важливо для них, щоб почати вирішення своїх проблем. Коли маранаси навчились читати, вони, в свою чергу, навчатимуть інших дорослих. З 1935 по 1967 рік доктор Лобах відвідав 105 країн, відповідаючи на заклики допомоги у навчанні та створив уроки читання 315 мовами. Він заснував Laubach Literacy International в Сіракузі в 1955 році.
Президент Джордж Буш 15 грудня 2006 року в Східній кімнаті Білого дому Президенту Джорджу Бушу вручив президентську медаль Свободи. Президент зазначив, що «Рут Колвін — це людина розуму, зору та серця. І вона заслужила вдячність багатьох і захоплення всіх нас».

### Опубліковані твори
- Репетитор (1962)
- Я розмовляю англійською (1962)
- Настанови студентам
- Майстерня з основ читання (відео)
- Посібник з репетиторства для малих груп
- Читання дітям (відео)
- Англійська мова як навчальння для викладачів другої мови
- Підтримання балансу: Посібник з управління 50/50
- LVA Works: Посібник з навчання на робочому місці
- Довгі подорожі після 55 (1989)

### Останні роки
Колвін залишилась активною у ProLiteracy Worldwide як волонтер у США та за кордоном. Вона розпочала чергову програму грамотності на Мадагаскарі та Папуа, Нова Гвінея, ініціювала ще одну в Токі Пісіні. Вона також викладає в країнах, що розвиваються, таких як Мадагаскар, Папуа, Нова Гвінея, Замбія, Гватемала, Пакистан, Сомалі та Китай.
У Китаї Колвін навчала учителів включати розмовну англійську мову в свої класи. У Папуа, Нова Гвінея, вона ініціювала програму грамотності та навчала вчителів і писала книги з навчання грамотності в Токі Пісіні. Вона навчила десять камбоджійців, як навчати ще 103 сільських жінок, які не мали офіційної освіти. Вона також готувала вчителів на Мадагаскарі, щоб викладати місцевим жителям англійськк мову.
На даний час вона є членкинею Ради директорів ProLiteracy.